# Gnophos salvatorensis
Gnophos salvatorensis là một loài bướm đêm trong họ Geometridae.